# Mokau (Nouvelle-Zélande)
Pour l’article homonyme, voir Mokau River.
Mokau est une petite ville de Nouvelle-Zélande située sur la côte ouest de l'île du Nord, à l'embouchure du Mokau.

## Géographie
Elle est localisée à l’embouchure du fleuve Mokau sur la côte du North Taranaki Bight (en)

## Gouvernance
La ville de Mokau est située dans le District de Waitomo et le gouvernement local dépend de la région de Waikato.
Elle est localisée juste au nord de la frontière avec le District de New Plymouth et de la région de Taranaki.

## Histoire
Avant 1989, la ville fut classée comme étant dans la région de Taranaki, et on sent encore que la communauté d’intérêt est essentiellement associé avec la ville de New Plymouth, située à 90 km vers le sud-ouest.

## Accès
La route State Highway 3/S H 3 (en) passe à travers la ville sur son trajet allant de la ville de Te Kuiti vers celle de Waitara puis celle de New Plymouth.

## Population
La ville de Mokau a population permanente d’environ 400 habitants, mais celle ci peut grimper à plusieurs milliers durant l’été. C’est une unité statistique comptant dans le recensement du secteur de ‘Mahoenui’, qui comporte 480 personnes repartis dans 183 foyers avec un âge médian de 39,5 ans et un revenu médian de 20 700 $ en 2006. 

## Loisirs
Mokau est une localisation populaire pour la pèche à la whitebait (en) (blanchaille) et d’autres poissons comprenant le kahawai (en) (principalement trouvé dans l’embouchure de la rivière) et le Pagrus auratus ou austalian snapper (qui est retrouvé proche de la côte dans plusieurs endroits).
Mokau a aussi deux spots de surf avec des vagues roulantes, qui dans les bonnes conditions, peuvent produire des vagues allant jusqu’à 6 ft (soit 1,8 m).